# Kishorpur
Kishorpur é uma vila no âmbito do Bloco de Desenvolvimento Comunitário Karimpur II na subdivisão de Tehatta do distrito de Nadia, no estado de Bengala Ocidental. Nandanpur é o grama panchayat da aldeia de Kishorpur. Esta vila está subordinada à delegacia de Karimpur.
Esta é uma antiga vila onde o líder do Congresso Nacional Indiano e membro do parlamento indiano, Lok Sabha Smt, Ila Pal Choudhury estabeleceu um bari Kuthi.

## Área e população
De acordo com o Censo da Índia de 2011, Kishorpur tinha uma população total de 4.035 habitantes, dos quais 2.081 (52%) eram do sexo masculino e 1.954 (48%) eram do sexo feminino. A população abaixo de 6 anos foi de 351. O número total de alfabetizados em Kishorpur foi de 2.592 (70,36% da população com mais de 6 anos).
A área geográfica total da aldeia é de 668,98 hectares. Há aproximadamente 1.082 casas na vila de Kishorpur. Esta aldeia situada sob o Palashipara (círculo eleitoral de Vidhan Sabha) e perto da margem do rio Jalangi.

## Educação
Existem poucas escolas primárias (e nenhuma secundária) na aldeia de Kishorpur. Dr. B.R. O Ambedkar College, em Betai, é o colégio mais próximo da região. Nesta aldeia, a taxa de alfabetização não chegava a marcar em comparação com o estado de Bengala Ocidental. Em 2011, a taxa de alfabetização da vila de Kishorpur foi de 70,36% em comparação com 76,26% do estado. Em Kishorpur, a alfabetização masculina é de 73,53%, enquanto a taxa de alfabetização feminina é de 66,95%. 

## Transporte
Esta aldeia situa-se ao lado da estrada Nazirpur - Natidanga - Karimpur. O quartel-general do distrito de Krishnanagar fica a aproximadamente 69 km de distância desta vila e é ligado por ônibus através da rodovia estadual 11 (Bengala Ocidental) via Nazirpur e Tehatta. A estação ferroviária mais próxima é a de Plassey, que fica cerca de 38 km distância.